# Carlos Spegazzini

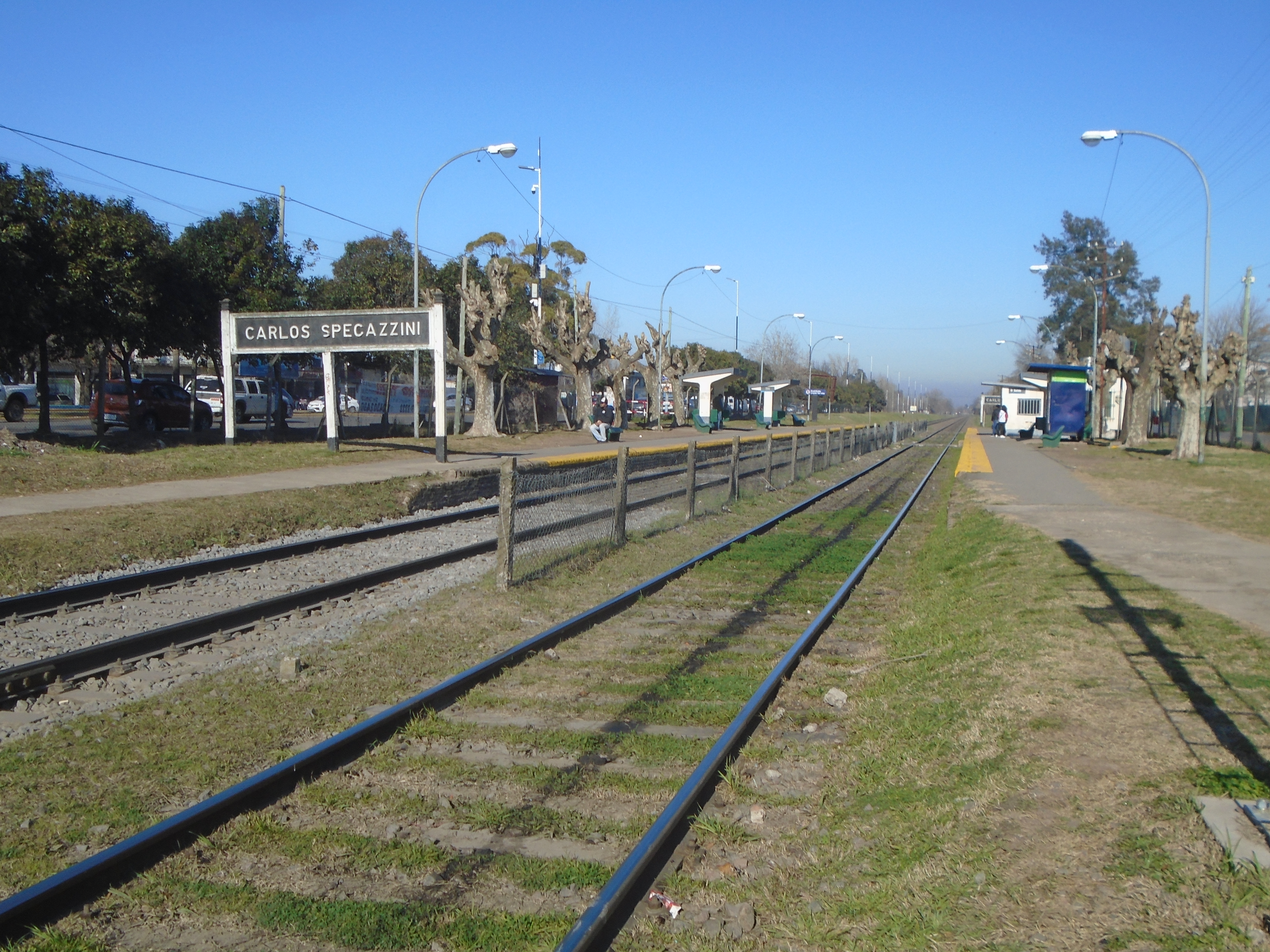
Der Bahnhof von Carlos Spegazzini, der für viele Pendler die erste Anlaufstelle ist

Carlos Spegazzini ist eine argentinische Stadt im Partido Ezeiza im Großraum Buenos Aires. Sie liegt südlich von Buenos Aires und hat mehr als 18.000 Einwohner (Stand 2001). Der Namensgeber der Stadt ist der aus Italien stammende Botaniker Carlo Luigi Spegazzini.

## Wirtschaft
Durch den rund 10 Kilometer entfernten Flughafen Buenos Aires-Ezeiza und die Anbindung an das Schnellstraßensystem hat die Stadt in der Maschinenbaubranche eine nationale Bedeutung erhalten. Viele produzierende Unternehmen wanderten in den letzten Jahrzehnten aus Buenos Aires in das Umland aus, so auch nach Carlos Spegazzini. Zum Jahrhundertwechsel entstand im Norden der Stadt ein rund 600 Hektar großer Industriepark.
Im Bereich der Kernstadt um die Straße 25 de Mayo existieren viele traditionelle Geschäfte und etliche Handwerksbetriebe.